# Maná
Maná (укр. Манна) — мексиканська поп-рок—група. 

## Історія
Група утворена у 1978 році Хосе Фернандо «Фером» Ольвера (вокал), Густаво Ороско (електрогітара), братами Хуаном Дієго (бас), Уліссом (електрогітара) та Абрахамом (ударні) Кальерос. Спочатку група називалась The Green Hat Spies, згодом назва була скорочена до Green Hat, а потім змінена на іспанське Sombrero Verde. 
У 1987 році група змінила назву на Maná (по-іспанськи — манна, по-полінезійських — позитивна енергія) та записала однойменний альбом. 

## Дискографія
- 1981: Sombrero Verde
- 1983: A Tiempo de Rock

### Maná
- 1987: Maná
- 1990: Falta Amor
- 1992: ¿Dónde Jugarán los Niños?
- 1994: Maná en Vivo
- 1995: Cuando los Ángeles Lloran
- 1997: Sueños Líquidos
- 1999: Maná MTV Unplugged
- 2000: Todo Grandes Exitos
- 2001: Unidos Por La Paz
- 2001: Lo Esencial de Maná
- 2001: Grandes (Import)
- 2002: Maná Remix
- 2002: Solo Para Fanáticos
- 2002: Revolución de Amor
- 2002: 100% Maná
- 2003: Esenciales: Sol
- 2003: Esenciales: Luna
- 2003: Esenciales: Eclipse
- 2006: Amar es Combatir
- 2008: Arde el Cielo
- 2011: Drama y Luz(February 2011)